# رده‌بندی الو

آرپاد الو، مخترع سیستم رتبه بندی الو

ریتینگ الو (به انگلیسی: Elo rating system) سیستمی برای محاسبه سطح مهارتی بازیکنان رشته‌های ورزشی است. این مقیاس در اصل برای شطرنج ابداع شده اما برای رشته‌های ورزشی دیگر هم استفاده می‌شود. نام الو از نام خالق این سیستم گرفته شده است. آرپاد الو دانشمند مجاری‌الاصل اهل آمریکا و استاد فیزیک دانشگاه مارکوئت بود که این سیستم را با هدف ارائه یک مقیاس عددی دقیق برای مقایسه قدرت شطرنج‌بازان ابداع کرد. آرپاد الو خود استاد شطرنج و از اعضای فعال فدراسیون شطرنج آمریکا از هنگام تأسیس آن در سال ۱۹۳۹ بود. تا پیش از ابداع الو نیز سیستم‌هایی دیگری برای این کار وجود داشت اما دقت بیشتر الو باعث شد تا جایگزین آن‌ها شود.
ریتینگ هر بازیکن (یا تیم) یک عدد است که هر چه بالاتر باشد به معنای قدرت بیشتر اوست. این عدد بر اساس مسابقات بازیکنان با یکدیگر مشخص می‌شود. در هر مسابقه برنده امتیاز مشخصی را کسب می‌کند و از بازنده همان میزان امتیاز کاهش پیدا می‌کند. میزان این امتیاز بستگی به اختلاف ریتینگ آن دو ورزشکار تا پیش از انجام مسابقه دارد.
کاربرد واژه ریتینگ اغلب به ریتینگ فیده مربوط می‌شود. ریتینگی که فدراسیون بین‌المللی شطرنج برای تمام شطرنج‌بازان عضو خود محاسبه کرده و به صورت یک فهرست هر دو ماه به روز می‌شود. اما باید توجه داشت که ریتینگ فیده دقیقاً مطابق با فرمول الو نیست. بسیاری از سازمان‌های شطرنج و ورزش‌های دیگر هم مثل فیده بر اساس ایده کلی سیستم الو به مقایسه ورزش‌کاران و رتبه‌بندی آن‌ها می‌پردازند. هر سازمان با فرمول خاص خود به محاسبه ریتینگ می‌پردازد و لزوماً از فرمول اصلی الو که توسط آرپاد الو پیشنهاد شده استفاده نمی‌شود. برای مثال ممکن است ریتینگ فیده یک شطرنج‌باز ۲۵۰۰، ریتینگ فدراسیون شطرنج آمریکای او ۲۶۰۰ و ریتینگ اصلی الو او ۲۷۰۰ باشد.